# 駒ヶ嶺城
駒ヶ嶺城（こまがみねじょう）は、福島県相馬郡新地町（陸奥国宇多郡）にあった日本の城。

## 沿革
永禄年間から天正初年頃に、相馬盛胤が伊達氏への防衛網を強化するために築き、藤崎摂津守を城将として置いた。
天正17年（1589年）5月に、伊達政宗の家臣・亘理重宗が駒ヶ嶺城を攻略すると、政宗は黒木宗俊を城主とした（のちに桜田元親と交代）。
この時に政宗が獲得した宇多郡北部（現：新地町）は童生淵の戦い、豊臣秀吉の奥州仕置を経て、幕末に至るまで仙台藩の所領となり、駒ヶ嶺城は浜通りの伊達領最南端の城砦となった。
藩政期には駒ヶ嶺要害と呼ばれ、新田氏を経て正保元年（1644年）には富塚重信が、享保3年（1718年）には宮内定清が城主となり、以降は宮内氏が幕末まで城主を務めた。なお、宝暦年間には要害から所へ格下げとなっている。江戸浜街道が城の東側と南側に沿って進み、城の南側の町屋敷が駒ヶ嶺宿となっている。宿場の西側に境目番所があり、町屋敷の南側には川を挟んで足軽屋敷が立ち並び防衛線を形成していた。
慶応4年（1868年）の戊辰戦争の際には、仙台藩の浜通り方面軍の本営が置かれたが、8月6日に相馬中村藩が薩長方に降ると、翌7日には薩長軍が駒ヶ嶺城攻めを開始、11日には相馬・久留米藩兵等の攻撃により陥落。仙台藩は16日と20日の二度にわたって奪還作戦を仕掛けたがいずれも失敗に終わった。
本丸跡には城跡碑と案内板が、南麓には「戦死塚」および「仙台藩士戊辰戦没之碑」が建つ。